# John Morrison & The Miz
John Morrison & The Miz fue un equipo estadounidense de lucha libre profesional  quienes trabajan en la WWE en las marcas ECW , Raw y SmackDown.
No contaron con un nombre oficial, aunque fueron referidos extraoficialmente como The In Crowd o The Dirt Sheet Duo o The Best Team Of The Century XXI
Dentro de sus logros destacan ser uno de los pocos equipos en poseer Campeonato Mundial en Parejas ,el Campeonato en Parejas de la WWE y el SmackDown Tag Team Championship durante su carrera. Además, fueron elegidos por la Wrestling Observer Newsletter como el Equipo del año 2008.

## Historia

### 2007
La primera vez que Mizanin y Hennigan formaron equipo fue en la edición del 2 de abril de 2007, en una battle royal por el Campeonato Mundial en Parejas de Shawn Michaels & John Cena, pero los ganadores fueron Matt & Jeff Hardy.
Meses después, en la edición del 21 de agosto de 2007 de ECW, volvieron a formar equipo y lograron derrotar a CM Punk & The Boogeyman.
Posteriormente, el 23 de octubre de 2007, fueron derrotados por CM Punk & Balls Mahoney.
Dichos encuentros en parejas fueron para promocionar las luchas por el Campeonato de la ECW en que Morrison, Punk y Miz estaban participando, en los eventos SummerSlam y Cyber Sunday del año 2007.
Durante los meses de octubre y noviembre, Morrison & Miz continuaron con numerosos combates tanto en parejas como individuales contra Punk y, en ocasiones, Big Daddy V, siempre en torno al Campeonato de la ECW.
La primera lucha "oficial" del equipo se remonta a la edición del 16 de noviembre de 2007 en SmackDown!, donde derrotaron a Matt Hardy y a Montel Vontavious Porter, ganando el Campeonato en Parejas de la WWE. Además, minutos después, derrotaron a Matt y MVP en la revancha por los campeonatos. En Survivor Series, Morrison & Miz participaron en un combate por el Campeonato de la ECW frente a CM Punk, pero no lograron ganarlo.

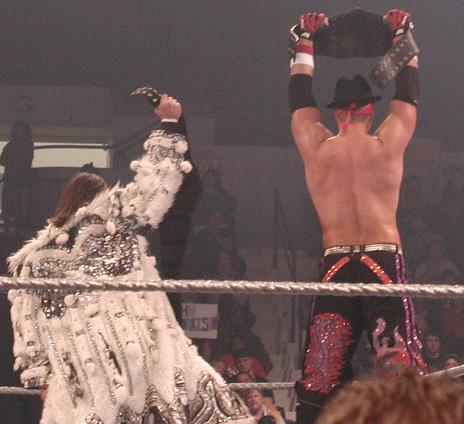
The Miz (derecha), con John Morrison (izquierda) como Campeones en Parejas de la WWE.

Durante el resto del año, Morrison & Miz lograron retener exitosamente el Campeonato en Parejas de la WWE en 5 ocasiones: frente a The Major Brothers (Brian & Brett Major), el 23 de noviembre en SmackDown! y el 4 de diciembre en ECW; Jesse & Festus, el 27 de noviembre en ECW y el 7 de diciembre en SmackDown; y Shannon Moore & Jimmy Wang Yang, el 11 de diciembre en ECW.

### 2008
Durante las primeras semanas de 2008, Morrison & Miz tuvieron una muy corta rivalidad con Jimmy Wang Yang & Shannon Moore, la cual culminó con una exitosa defensa del Campeonato en Parejas de la WWE en la edición del 8 de enero de ECW. Tras esto, iniciaron otro feudo de corta duración, esta vez frente a Tommy Dreamer & Colin Delaney, el cual culminó en un Extreme Rules match por el Campeonato en Parejas de la WWE, donde Morrison & Miz salieron victoriosos. Además, ambos participaron sin éxito en el Royal Rumble match de ese año.
Durante el mes de abril, retomaron su rivalidad con Wang Yang & Moore, a los cuales derrotaron en tres oportunidades en combates con el campeonato en juego: el 4 de abril y 2 de mayo en SmackDown!, y en el dark match de Backlash. Posterior a esto, Morrison & Miz lograron retener el campeonato en numerosas ocasiones antes de perderlo ante Curt Hawkins & Zack Ryder en The Great American Bash, en una lucha en que también participaron Jesse & Festus y Finlay & Hornswoggle. Entre dichas defensas se encuentran dos frente a Kane & CM Punk (en Judgment Day y el 10 de junio en ECW) y una frente a Finlay & Hornswoggle (en Night of Champions).
Poco menos de mes después de perder los campeonatos, el 5 de agosto, debutaron con un programa en WWE.com llamado "The Dirt Sheet", donde Morrison & Miz se burlaban de otras superestrellas semana a semana. Esto los llevó a generarse combates frente a luchadores como Matt Hardy, Mark Henry, Ricky Ortiz y Evan Bourne. Junto con esto, en septiembre comenzó a regir un intercambio de superestrellas entre ECW y RAW, por lo que ambos comenzaron a aparecer en los tres programas de la WWE. Dicho intercambió permitió que Morrison & Miz entraran en un feudo contra Cryme Tyme (quienes tenían un segmento en WWE.com llamado "Word Up"), enfrentándose en numerosas ocasiones tanto en RAW como en ECW, pero que tuvo su punto cúlmine en Cyber Sunday, Morrison & Miz donde derrotaron a Cryme Tyme.
Durante las siguientes semanas, comenzaron a burlarse de D-Generation X (Triple H & Shawn Michaels), lo que generó una pequeña rivalidad entre Morrison & Michaels, llegando incluso al punto de que Morrison comenzó a imitar los movimientos de Michaels y el 17 de noviembre, Morrison cubrió a Michaels tras aplicarle su propia "Sweet Chin Music", cuando se enfrentaron contra Michaels y Rey Mysterio. Sin embargo, días antes el 3 de noviembre, D-Generation X derrotó al equipo de Morrison & Miz, y en el evento Survivor Series perdieron la lucha de eliminación clásica por equipos.
El 13 de diciembre, en un house show en Hamilton, Ontario, Morrison & Miz derrotaron a Kofi Kingston & CM Punk, ganando el Campeonato Mundial en Parejas por primera vez. Sólo dos días después, lograron su primera defensa exitosa frente a Kofi & Punk en la edición del 15 de diciembre de RAW.

### 2009
A inicios de 2009, Morrison & Miz participaron en el Royal Rumble match, pero fueron eliminados por Triple H. Durante el mes de febrero, iniciaron una rivalidad con los Campeones en Parejas de la WWE Carlito & Primo, que también incluyó participación de las Bella Twins (Brie & Nikki). En la edición del 13 de febrero de SmackDown!, Morrison & Miz derrotaron a Carlito & Primo, ganando una cita romántica con las Bellas (kayfabe). Además, les fue otorgada una oportunidad por los campeonatos de Carlito & Primo, pero fueron derrotados en dicho combate, realizado el 27 de febrero. En WrestleMania XXV, fueron derrotados otra vez por Carlito & Primo, perdiendo los campeonatos en parejas.
El 13 de abril, Miz fue enviado desde ECW a RAW, disolviendo el equipo. Además, después de la lucha en que Miz fue enviado a RAW, atacó a Morrison.

### Reuniones esporádicas (2010)
En WWE Bragging Rights volvieron a unirse en el Team RAW con The Miz como capitán, fueron acompañados por Santino Marella, Sheamus, R-Truth, CM Punk y Ezekiel Jackson pero fueron derrotados por el Team SmackDown!

### 2020-2021
En el episodio del 3 de enero de 2020 de SmackDown, The Miz volvió a su personaje heel y Morrison posteriormente regresó a la televisión WWE en una breve entrevista detrás del escenario, saliendo del vestuario de Miz. En el episodio del 10 de enero de SmackDown, Morrison se reunió con Miz en Miz TV e insultó a la audiencia por abuchear a su compañero de equipo, estableciéndose también como un heel. Más tarde esa noche, Morrison ayudó a Miz a ganar su partido contra Kofi Kingston. En el episodio del 31 de enero de SmackDown, el dúo se unió por primera vez en casi 11 años, derrotando a Heavy Machinery (Otis y Tucker), Lucha House Party (Gran Metalik y Lince Dorado) y The Revival en un fatal cuarteto. combate de equipo, ganando así la oportunidad de enfrentar The New Day para el Campeonato en Parejas de SmackDown en Super Show-Down.
El 8 de marzo, Morrison y Miz tuvieron su primera defensa del título contra otros cinco equipos en el segundo partido de la Elimination Chamber en la Elimination Chamber, eliminando a The New Day y The Usos al final del partido para retener el título. En WrestleMania 36, Morrison derrotó a Jimmy Uso y a Kofi Kingston en un Ladder Match reteniendo los Campeonatos en Parejas de SmackDown!. En el SmackDown! emitido el 17 de abril, The Miz se enfrentó a Big E y a Jey Uso en un Triple Threat Match por los Campeonatos en Parejas de SmackDown!. Sin embargo perdió, terminando con un reinado de 50 días. En Money In The Bank, se enfrentaron a The New Day (Big E & Kofi Kingston), The Forgotten Sons (Steve Cutler & Wesley Blake) Lucha House Party (Gran Metalik & Lince Dorado) en un Fatal-4 Way Match por los Campeonatos en Parejas de SmackDown!. Sin embargo perdieron. En Backlash, se enfrentaron a Braun Strowman en un 2 On 1 Handicap Match por el Campeonato Universal de la WWE. Sin embargo perdieron.
En Elimination Chamber, The Miz canjeó su contrato Money in the bank contra Drew Mcintyre ganando el Campeonato de la WWE. En la Noche 1 de WrestleMania 37, se enfrentaron a Bad Bunny & Damian Priest. Sin embargo perdieron, terminando así el feudo contra Bunny.
En SummerSlam, Morrison & Miz salen al ring para presentar su nueva pistola de agua, el Dripstick 2000, sin embargo, ninguno la tiene, ya que se supone que uno tenía que encargarse de eso, y en eso aparece Xavier Woods desde el público con una vestimenta que imita a Scott Hall y llega hasta el ring con el Dripstick 2000 para mojar a Morrison & Miz. 2 días después en Raw, Morrison con su segmento de Moist TV, entrevistó a Logan Paul. Sin embargo The Miz interrumpió y siguieron discutiendo porque Miz fingió su lesión, mientras tanto, Paul abandonó el ring y en eso aparece Xavier Woods, dándose un combate donde Miz fue derrotado por Woods, durante el combate Morrison intento interferir a favor de Miz, pero terminó favoreciendo a Woods, después del combate, The Miz traicionó a Morrison, atacandolo y disolviendo el equipo por segunda vez.

## En lucha
- Movimientos finales

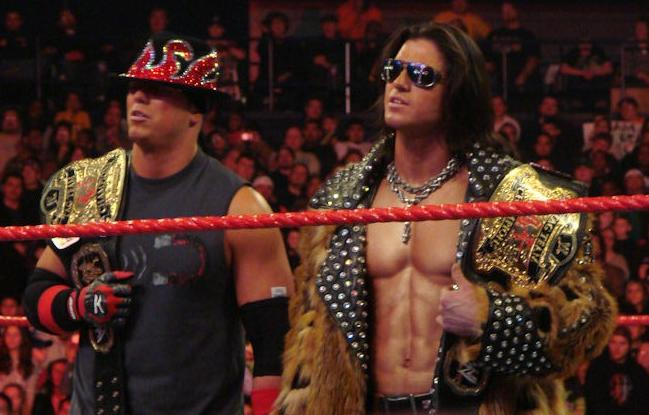
John Morrison & The Miz, como Campeones Mundiales en Parejas.

  - Moonlight Drive (Corkscrew neckbreaker) - Morrison[1]
  - Reality Check (Running knee lift followed into a neckbreaker slam) - Miz[2]

- Movimientos de firma en equipo
  - Slingshot catapult de Miz, seguida de un forearm smash de Morrison, botando al oponente de espaldas sobre las rodillas de Miz, terminada con un slingshot elbow drop de Morrison
  - Double belly to back wheelbarrow facebuster
  - Double gutbuster
  - Double spinebuster

- Managers
  - Nikki Bella

- Apodos
  - The Greatest Tag Team of the 21st Century

## Campeonatos y logros
- World Wrestling Entertainment/WWE
  - WWE Championship (1 vez) - The Miz
  - WWE Tag Team Championship (1 vez)
  - World Tag Team Championship (1 vez)
  - SmackDown Tag Team Championship (1 vez)
  - Slammy Award (2 veces) 
    - Best WWE.com Exclusive (2008)
    - Tag Team of the Year (2008)

- Wrestling Observer Newsletter
  - WON Equipo del año - 2008
  - Situado en el Nº15 del WON Mejor pareja de la década (2000–2009)[21]